# Троян (планина)
 Тази статия е за планината, част от Проклетия.  За планината, част от Стара планина вижте Троянска планина.  
Троян (на албански: Maja Trojan и Trojan, на сръбски/черногорски: Trojan) е планина в рамките на масива на Проклетия, на границата на Албания и Черна гора.
Разположена е на 7 км западно от село Гусине, и достига 2194 метра надморска височина. 
От едноименния връх на Троян се открива на югоизток прекрасна панорамна гледка към най-високата алпийска част на Проклетия с Карамфилите (скални игли) и Езерски връх. На североизток от Троян се открива Визитор, а на север - Асенац.